# Varan oranžovohrdlý
Varan oranžovohrdlý (Varanus jobiensis) je druh varana endemicky se vyskytujícího na ostrově Nová Guinea. Jedná se o zástupce podrodu Euprepiosaurus.

## Popis
Varan oranžovohrdlý byl pojmenován podle bíložlutého, naoranžovělého až červeného zbarvení spodní části krku. Dorůstá maximální délky 1,2 metru, a to včetně ocasu tvořícího až polovinu délky jeho těla. Živí se žábami, plazími vejci, hmyzem, korýši, pavouky, rybami a savci.

## Rozšíření
Kromě ostrova Nová Guinea je tento ještěr k nalezení také na ostrovech Biak, Salawati, Yapen, Normanby a Waigeo. Preferuje přílivové lesní prostředí, nevyskytuje se však v mangrovových porostech. K nalezení je od úrovně moře po nadmořskou výšku 900 metrů.